# Калюг
Калюг — река в России, протекает в Октябрьском районе Костромской области. Устье реки находится в 722 км по правому берегу реки Ветлуга. Длина реки составляет 27 км, площадь водосборного бассейна 159 км².
Исток реки расположен в лесу южнее деревни Вершинята в 9 км к юго-востоку от Боговарова. Река течёт на юго-запад, затем на юг. На берегах расположены несколько деревень Октябрьского района. Впадает в Ветлугу ниже села Луптюг.

## Данные водного реестра
По данным государственного водного реестра России относится к Верхневолжскому бассейновому округу, водохозяйственный участок реки — Ветлуга от истока до города Ветлуга, речной подбассейн реки — Волга от впадения Оки до Куйбышевского водохранилища (без бассейна Суры). Речной бассейн реки — (Верхняя) Волга до Куйбышевского водохранилища (без бассейна Оки).
Код объекта в государственном водном реестре — 08010400112110000040892.